# Jan Bogdanowicz (1894–1967)
Jan Józef Bogdanowicz (ur. 17 grudnia 1894 w Warszawie, zm. 27 lipca 1967 tamże) – lekarz pediatra.

## Życiorys
Urodził się w rodzinie Edmunda Marcina Franciszka (1857–1911) i Marii Kleofy Seweryny z Tymowskich h. Sas (ur. 1862). Jego braćmi byli: Ercio (ok. 1887–1889), Marian Józef (1888–1944) i Stanisław Feliks (ur. 1891). Uczęszczał do Szkoły Górskiego w Warszawie, w 1911 uzyskał polską maturę, a w 1912 maturę rosyjską. W latach 1911–1916 zajmował się edukacją dzieci Potockich z Moskorzewa. W 1918 ochotniczo wstąpił do 36. pułku piechoty Legii Akademickiej, brał udział w walkach o Lwów. W 1920 skierowany na front jako podlekarz w IV batalionie 205. pułku piechoty. Służbę wojskową zakończył jako podporucznik lekarz. W 1921 rozpoczął wolontariat, w 1923 otrzymał asystenturę, w latach 1933–1943 był ordynatorem w Szpitalu im. Karola i Marii w Warszawie. W 1922 ukończył studia na Wydziale Lekarskim Uniwersytetu Warszawskiego, uzyskując dyplom doktora wszech nauk lekarskich. W latach 1922–1939 pełnił obowiązki lekarza w Szkole Ziemi Mazowieckiej w Warszawie. Równocześnie w latach 1925–1933 był lekarzem Miejskiej Pomocy Lekarskiej. W 1939 prowadził wykłady w Instytucie Wychowania Fizycznego oraz w Instytucie Pedagogiki Specjalnej.
Uczestniczył w powstaniu warszawskim w oddziale „Bakcyl” (Sanitariat Okręgu Warszawskiego Armii Krajowej) – III Obwód „Waligóra” (Wola) Warszawskiego Okręgu Armii Krajowej – Szpital Karola i Marii (do 5 sierpnia 1944) – lekarz naczelny, następnie w Szpitalu Wolskim. Po upadku powstania wyjechał z Warszawy z rannymi, ewakuowany do Włodzimierzowa.
Po wojnie, w 1946 był współorganizatorem Szpitala Karola i Marii przy ul. Działdowskiej. Habilitował się w 1948 we Wrocławiu. W 1949 objął stanowisko kierownika Katedry i Kliniki Chorób Zakaźnych Wieku Dziecięcego, w 1951 otrzymał tytuł profesora nadzwyczajnego, a w 1959 profesora zwyczajnego Akademii Medycznej w Warszawie.
W latach 1947–1951 prezes Polskiego Towarzystwa Pediatrycznego, w latach 1950–1957 prezes Polskiego Towarzystwa Reumatologów. Współzałożyciel i wiceprezes Polskiego Towarzystwa Lekarzy Chorób Zakaźnych. W latach 1947–1952 redaktor naczelny „Pediatrii Polskiej”, od 1950 członek Rad Naukowych: Instytutu Matki i Dziecka, Zakładu Surowic i Szczepionek, Instytutu Reumatologii, AWF.
Prowadził m.in. badania dotyczące błonicy, krztuśca i płonicy oraz prawidłowego rozwoju dziecka. Ogłosił 285 prac naukowych oraz 5 podręczników, w tym m.in. Właściwości rozwojowe wieku dziecięcego (PZWL, Warszawa 1962).
Był mężem Zofii Marii Janiny z Tymowskich h. Sas (1897–1976), ojcem Jerzego (1924–1971), Stefana (1926–1992) i Marianny po mężu Owczarskiej (ur. 1927).
Zmarł w Warszawie, pochowany na cmentarzu w Wilanowie.

## Ordery i odznaczenia
- Order Sztandaru Pracy I klasy
- Złoty Krzyż Zasługi
- Medal 10-lecia Polski Ludowej (13 stycznia 1955)[5]
- Złota Odznaka honorowa „Za Zasługi dla Warszawy”

Źródło: Powstańcze Biogramy – Jan Bogdanowicz.

## Upamiętnienie
Od 1977 jego imię nosi Szpital Dziecięcy przy ulicy Niekłańskiej w Warszawie. W 1979 odsłonięto tam tablicę upamiętniającą jego postać.